# Leif-Erik Nygårds
Leif-Erik Nygårds, folkbokförd Per Erik Leif Anders Nygårds Kers, född 16 december 1939 i Stockholm, död 21 juli 2022 i Lidingö, var en svensk fotograf. Han växte upp i Töcksfors och reste världen runt och porträtterade kända personer. Han är far till ishockeyspelaren Per Nygårds.
Som ung flyttade han till New York och som assistent till Irving Penn. Fem veckor före Marilyn Monroes död sommaren 1962 tog Leif-Erik Nygårds de sista professionella bilderna på henne. Bland de många personer han fotograferat märks Muhammad Ali, Woody Allen, Francis Ford Coppola, Angelina Jolie, Nicole Kidman, Dalai Lama och Johannes Paulus II.
Nygårds var även anlitad som naturfotograf. Han är begravd på Lidingö kyrkogård.